# Grego (basquetebolista)
Gerasime Nicolas Bozikis (Atenas, 1943 – Rio de Janeiro, 4 de fevereiro de 2022) mais conhecido como Grego, foi um jogador de basquetebol e dirigente esportivo greco-brasileiro.

## Biografia
Veio com a família da Grécia para o Brasil aos 16 anos de idade, e jogou basquete até 1977 pelas equipes do Sírio, Botafogo, América e Tijuca.
Como dirigente, tornou-se sucessivamente diretor de basquete do Botafogo, presidente da Federação de Basquetebol do Estado do Rio de Janeiro (1985-1996), e presidente do Confederação Brasileira de Basketball por três mandatos, desde 1997.
Disputou novamente a eleição para a presidência da Confederação Brasileira de Basquete em março de 2013, porém foi derrotado.
Faleceu no dia 4 de fevereiro, aos 79 anos de idade, a causa da morte foi divulgada como sendo "Causas naturais".